# 森川美穗
森川美穗（日语：森川 美穂，1968年5月5日—），日本女歌手、演員。出身於大阪府。身高163cm。B型血。

## 簡介
本名榎並美穂（榎並 美穂／えなみ みほ）。日出女子學園高校畢業。現為大阪藝術大學演奏學科（負責流行音樂課程「主唱的實際演練」）教授。
1985年出道以來，所屬過經紀公司有山葉音樂振興會→虎貓→OFFICE TOMDE→KT plus Entertainment，2016年起現在是築音堂所屬。唱片公司方面，有VAP→東芝EMI→山葉音樂傳播→Bellwood Records→2017年起現在是德間日本傳播、Capital Village （页面存档备份，存于）所屬。

### 來歷、人物
1985年，當時17歲的森川在歌唱比賽中獲勝，從此展開她的歌唱生涯。次年1986年，森川以唱片公司VAP旗下藝人發行自身第一張專輯《多感世代》出道以後，開始嘗試填寫歌詞和作曲。
在1992年發行專輯《FREESTYLE》的收錄歌曲中，由於該專輯的一些歌曲加入了口琴聲，因此創下擠進當年日本專輯排名前10名的最高成績:38。
而在其代表歌曲中，有《海底兩萬哩》的片頭曲「BLUE WATER」和片尾曲「Yes, I Will…」、《亂馬½ 熱鬥篇》的片尾曲「POSITIVE」、《史上最強弟子兼一》的片頭曲「Yahoo！」（雙人主唱組合「DIVA×DIVA」名義）都被被選為電視動畫主題曲，以及《搞怪拍檔》OVA版片頭曲「By Yourself」等等。

## 音樂作品

### 單曲
|                                            | 發行日期       | 單曲名稱（日文名稱）                                  | c/w                                                                                   | 商業搭配 | 排名（Oricon） | 備註     |
| VAP時期                                    | VAP時期        | VAP時期                                               | VAP時期                                                                               | VAP時期 | VAP時期        | VAP時期  |
| ------------------------------------------ | -------------- | ----------------------------------------------------- | ------------------------------------------------------------------------------------- | --- | -------------- | -------- |
| 1st                                        | 1985年7月21日  | 教室                                                  | 級友                                                                                  | | 第38名         |          |
| 2nd                                        | 1985年10月23日 | 藍色暴風（ブルーな嵐）                                          |                                                                                       | 日本電視台電視劇《妻子們的課外活動》主題歌曲                                                                                         | 第65名         | [ 注 1 ] |
| 3rd                                        | 1986年3月19日  | 紅色淚水（赤い涙）                                          |                                                                                       | 日本電視台電視劇《這樣下去的話，我所知道的將來》劇中插入歌                                                                           | 第39名         |          |
| 4th                                        | 1986年7月21日  |                                                       | 雨模                                                                                  | 「MAX COFFEE」廣告歌曲 | 第70名         |          |
| 5th                                        | 1986年10月21日 |                                                       |                                                                                       | 美能達照相機「AF視」廣告歌曲 | 第36名         |          |
| 6th                                        | 1987年3月5日   | 成為女人吧（）                                        |                                                                                       | 美能達照相機「AF視」廣告歌曲 | 第18名         |          |
| 7th                                        | 1987年10月1日  | PRIDE                                                 |                                                                                       | 美能達照相機「MacDual」廣告歌曲 | 第20名         |          |
| 8th                                        | 1988年4月6日   | Be Free                                               | FRIDAY NIGHT TOWN                                                                     | 「Bel eclat」廣告歌曲 | 第21名         |          |
| 9th                                        | 1988年7月21日  |                                                       |                                                                                       | 美能達照相機廣告歌曲 | 第30名         |          |
| 10th                                       | 1988年10月21日 | Real Mind                                             |                                                                                       | | 第32名         |          |
| 11st                                       | 1989年4月19日  | 機會（）                                              | HIGAMI                                                                                | 美能達照相機廣告歌曲 | 第36名         |          |
| 東芝EMI時期                                |                |                                                       |                                                                                       | |                |          |
| 12nd                                       | 1990年4月25日  | BLUE WATER（ブルーウォーター）                                        | Yes, I Will…                                                                          | NHK電視動畫《海底兩萬哩》片頭主題曲（A面） NHK電視動畫《海底兩萬哩》片尾主題曲（B面）                                                | 第17名         |          |
| 13rd                                       | 1990年7月4日   |                                                       | 彼女                                                                                  | 每日放送旅遊節目《地球ZIG ZAG》主題歌曲                                                                                              | 第67名         |          |
| 14th                                       | 1991年1月30日  | LOVIN' YOU                                            |                                                                                       | 朝日電視台旅遊節目《何時要去旅行》片尾主題曲                                                                                         | 第27名         |          |
| 15th                                       | 1991年12月18日 | POSITIVE                                              |                                                                                       | 富士電視台電視動畫《亂馬½ 熱鬥篇》片尾主題曲                                                                                         | 第59名         |          |
| 16th                                       | 1992年6月17日  | 甦醒的金星（）                                        |                                                                                       | WOWOW節目《Captain Dream》片尾主題曲&大同生命廣告歌曲（A面）                                                                         | 第49名         |          |
| 17th                                       | 1992年10月22日 |                                                       | 街                                                                                    | Bourbon 「PIKUL EX」廣告歌曲 | 第29名         | [ 注 2 ] |
| 18th                                       | 1993年3月17日  |                                                       |                                                                                       | 富士電視台體育節目《第24回春季高中排球》主題歌曲（A面） 「南紀白濱冒險世界」廣告歌曲（B面）                                          | 第21名         |          |
| 19th                                       | 1994年3月2日   | 傷痕                                                  |                                                                                       | 關西電視台談話性節目《新伍&紳助的危險話題》片尾主題曲 （A面） 日本電視台情報綜藝節目《無敵7:00》主題歌曲&「東京學院」廣告歌曲（B面） | 第39名         |          |
| 20th                                       | 1994年5月25日  |                                                       | Shiny Sunny Face                                                                      | 富士電視台綜藝節目《夢的MORI MORI》主題歌曲（A面） 新奇士「檸檬汁」廣告歌曲（B面）                                                   | 第20名         | [ 注 3 ] |
| 21st                                       | 1995年4月26日  |                                                       |                                                                                       | 朝日電視台談話性節目《北野武的TV擒抱》片尾主題曲                                                                                     | 第50名         |          |
| 22nd                                       | 1995年7月26日  | CLOSE YOUR EYES                                       |                                                                                       | 朝日電視台情報綜藝節目《TONIGHT 2》片尾主題曲                                                                                        | 第48名         |          |
| 23rd                                       | 1996年4月17日  | 99 Generation                                         |                                                                                       | 「日1996」形象歌曲 | 第50名         |          |
| 24th                                       | 1996年7月24日  | DOMINO                                                |                                                                                       | 東京電視台問答節目《非常問答》片尾主題曲                                                                                             | 第74名         |          |
| 25th                                       | 1996年11月20日 | 手指（ ）                                             | HERE WITH ME                                                                          | 汽車「克萊斯勒Neon」廣告歌曲（B面）                                                                                                  | 第149名        | [ 注 4 ] |
| 26th                                       | 1997年10月29日 | 即使如此大家依然活著（）                              | Veil                                                                                  | NHK-BS2節目《WEEKEND joy》片頭主題曲                                                                                                 | 第151名        |          |
| 27th                                       | 1998年2月11日  | Soul Generation                                       |                                                                                       | TBS節目《藤井流》片頭主題曲 |                |          |
| 28th                                       | 1999年5月12日  | HAPPINESS                                             | When We Meet Again                                                                    | 松本搬家中心廣告歌曲 | 第190名        |          |
| 29th                                       | 2000年2月9日   | Kiss                                                  | rebirth/wonder                                                                        | |                |          |
| 山葉音樂傳播發行                           |                |                                                       |                                                                                       | |                |          |
| 30th                                       | 2001年8月1日   | 成為風吧 ～Like A Wind～ （風になれ ～Like A Wind～）                         |                                                                                       | 「秋田世界運動會2001」形象歌曲 |                |          |
| TEAM Entertainment發行                     |                |                                                       |                                                                                       | |                |          |
| 31st                                       | 2007年2月21日  | BLUE WATER (21st century ver.) （ 21st century ver.） | Yes！I will…（21st century ver.） … （DJ Dr.Knob Remix） Yes！I will…（DJ Nao Remix） | | 第141名        |          |
| iTunes Store、RecoChoku、mu-mo、dwango上架 |                |                                                       |                                                                                       | |                |          |
| 32nd                                       | 2012年7月18日  | Eternal Castle                                        |                                                                                       | |                | [ 注 5 ] |

### 專輯
VAP發行。
目前大多已經絕版，但是後來經由東芝EMI發行時以特別收錄的方式再度發行。
- 多感世代（日语：多感世代）（1986年7月2日） Oricon排名第42名
- 成為女人吧（日语：おんなになあれ (曲)）（1987年5月21日） Oricon排名第23名
- Nude Voice（日语：Nude Voice）（1987年11月11日） Oricon排名第16名（LP）、第15名（CD）
- 1/2 Contrast（日语：1/2 Contrast）（1988年6月21日） Oricon排名第17名（LP、CD）
- Ow-witch！（日语：Ow-witch!）（1988年11月21日） Oricon排名第16名（LP）、第12名（CD）
- Time-ize（日语：Time-ize）（1989年8月21日） Oricon排名第18名

東芝EMI發行
- Vocalization（日语：Vocalization）（1990年5月23日） Oricon排名第4名
- POP THE TOP！（日语：POP THE TOP!）（1991年3月6日） Oricon排名第4名
- FREESTYLE（日语：FREESTYLE (アルバム)）（1992年7月4日） Oricon排名第10名
- VOICES（日语：VOICES (森川美穂のアルバム)）（1992年12月9日）  Oricon排名第11名
- a holiday（1993年7月21日） Oricon排名第8名
- 情熱瞳（1994年7月6日） Oricon排名第10名
- HALLOW（日语：HALLOW）（1995年9月27日） Oricon排名第19名
- HER-Best 1985-1989（日语：HER-Best 1985-1989）（1996年3月6日） Oricon排名第9名
- Solista（1996年9月26日） Oricon排名第29名
- HER BEST II 1985-1989（1997年3月26日） Oricon排名第26名
- HER BEST II plus III[注 6]
- tasty（1998年3月18日） Oricon排名第90名
- LOST&FOUND（2000年4月12日）
- GOLDEN☆BEST 森川美穗（2004年11月17日）

vivid sound發行
- VAP SINGLE COLLECTION（2007年3月21日） Oricon獨立音樂部門第11名、Oricon第227名

Bellwood Records發行
- glad（2010年10月20日）

Hoy-Hoy Records發行
- Live at 梅田CLub Quattro（7月22日）
- Live at Mt.RAINIER HALL SHIBUYA PLEASURE PLEASURE（日语：Mt.RAINIER HALL SHIBUYA PLEASURE PLEASURE）（7月28日）
- Live at 名古屋Club Quattro（7月29日）
- Live at 大阪Club Vijon（5月26日）

Capital Village （页面存档备份，存于）發行
- Life is beautiful（2016年11月30日）
- female（2018年10月31日） Oricon排名第230名

德間日本傳播發行
- 森川美穗BEST COLLECTION Be Free（2017年11月15日） Oricon排名第122名

### 錄影帶
VAP發行。
- FOO！FOU！FUN！
- [注 7]

東芝EMI發行
- WATCH THE Vocalization

1. Blue Water

內容收錄了2首歌曲的PV影片，剩下1首是在現場舉辦演唱會的影片。
- MIHO MORIKAWA SHOW

1. Blue Water
2. Be Free
3. Yes, I Will…
4. Real Mind
5. How Are You？
6. Break！
7. Down
8. Today

內容是森川自身在1990年（平成2年）9月9日於NHK大廳舉辦演唱會的影片。
- COLORS OF VOICES

1. LOVIN' YOU
2. POSITIVE

內容是其代表歌曲的PV集。

### DVD
KTplus&Nex-TV發行
內容有森川接受採訪的影片、歌曲「glad」的PV，以及2011年10月10日在原宿QUEST HALL、2011年10月24日在大阪商業公園圓形廣場舉辦自身在歌壇出道25週年記念LIVE演唱會獻唱其代表歌曲「BLUE WATER」、的影片。
- Miho Morikawa2011 LIVE ～Birthday Party～（2張組）

內容是森川自身參加2011年5月5日在大阪Royal Horse舉辦現場演唱會的影片。
- 30anniversary IT CONTINUES BEING MIHO MORIKAWA（會場限定販售100張，內容為DVD＋相簿書）

內容是森川自身參加2015年7月19日在新神戶Oriental劇場舉辦現場演唱會的影片。

### 著書
- （山葉出版）
- （SHINKO MUSIC（日语：シンコーミュージック・エンタテイメント））
- TIME（WANI BOOKS（日语：ワニブックス））
- （Sony Magazines（日语：ソニー・マガジンズ））

## 媒體演出

### 電視劇
日本電視台
- 妻子們的課外活動（日语：妻たちの課外授業）（1985年）
- 透明人間（1996年）

其它電視台
- 給我一雙翅膀（日语：翼をください (テレビドラマ)）（1988年，NHK）
- 部長刑事（日语：部長刑事）系列 警部補麻里子（2001年，ABC電視台）

### 綜藝節目
日本電視台
- 無敵7:00（日语：日本テレビ系土曜7時台情報番組枠#うるとら7:00）（1986年－1988年）
- （2003年－2005年，朗讀）

其它電視台
- SOUND GIG（1988年－1992年，東京電視台）
- 夢的MORI MORI（日语：夢がMORI MORI）（1992年－1994年，富士電視台）
- EXPRESS（日语：エクスプレス (テレビ番組)）（1999年4月－1999年9月，TBS）
- （TOKYO MX）

### 電影
- 詹姆士·龐德之黑日危機－賭場觀光客

### 音樂劇
- 莎拉公主
- 依多美尼歐－主演
- 月光俱樂部－主演
- 吉屋出租
- Bluestocking Lady's
- 三文錢的歌劇
- 劇團四季 阿依達
- GIFT (音樂劇)（日语：GIFT (ミュージカル)）
- 心響音樂劇「GIFT就在於你」－主演

### 廣播節目
- 森川美穗 Love song Gift（關西電台）
- 森川美穗的青春放送局（日语：森川美穂の青春放送局）（東海電台）
- 森川美穗的Lovely Night（日语：ラブリーナイト）（RKB每日放送）
- 森川美穗的夢想就在眼前（FM宮崎（日语：エフエム宮崎）、FM仙台（日语：エフエム仙台）、FM新潟）
- 森川美穂的MIHO 多感世代 閃耀!!（1987年－1988年，STV電台、秋田放送、山形放送、茨城放送、山口放送、高知放送、IBC岩手放送、福井放送）
- 森川美穂的放任性情夜城（1988年，STV電台、秋田放送、山形放送、茨城放送、山口放送）
- （日本電台）
- （日本電台）
- （日本電台）
- （ABC電台）－與關口誠人（日语：関口誠人）共演
- MUSIC SCENE NOW（日语：ミュージックシーンNOW）（TBS廣播 等）
  - 森川美穗的我不想睡！
  - 森川美穗與谷村有美（日语：谷村有美）的爆裂之夜“BOOM”！
- 森川美穗的是這樣嗎！（FM大阪（日语：エフエム大阪））
- （TBS廣播）
- an（日语：an (求人情報)） RIDE ON WAVE（1989年－1990年，FM NACK5）
- 森川美穗的M's CLUB（FM大阪）
- FM重溫時間（日语：FMリクエストアワー）（NHK-FM）
- 今夜也樣式自由（TBS廣播 等）
- ABC音樂綜藝（日语：ABCミュージックパラダイス） 星期三（1991年10月－1992年12月，ABC電台）
- 啊！是森川耶（東海電台）
- ISHII（日语：石井食品） （bayfm）
- Love Parade Street（bayfm）
- （MBS電台，星期三→星期四）

### 廣告
- 「MAX COFFEE」（日语：マックスコーヒー）
- Bourbon（日语：ブルボン） 「PIKUL EX」

## 外部連結
- MORIKAWA MIHO Official Site ～Life is Beautiful～ （页面存档备份，存于） （日語）－森川美穗的官方個人網站。
- （日語）－森川美穗的官方個人網站。
- 森川美穗的Instagram帳戶 （日語）
- 森川美穗 （页面存档备份，存于）的facebook專頁 （日語）
- 森川美穗的X（前Twitter） （日語）
- 森川美穗的Instagram帳戶 （日語）
- 森川美穗｜德間日本傳播旗下藝人專頁 （页面存档备份，存于） （日語）
- 山葉音樂傳播的公開資料 （页面存档备份，存于） （日語）